# Hans-Werner Peiniger

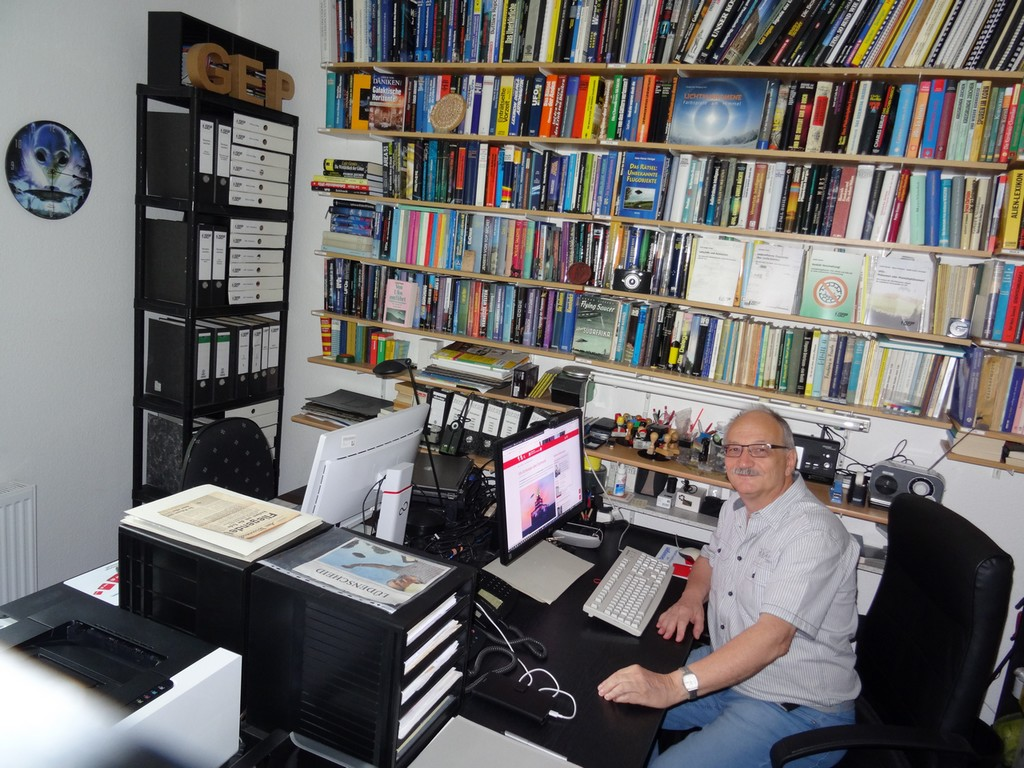
Hans-Werner Peiniger im Büro der GEP

Hans-Werner Peiniger (* 18. März 1957) ist ein deutscher UFO-Forscher. Er ist seit dem Jahr 1972 Vorsitzender der Gesellschaft zur Erforschung des UFO-Phänomens (GEP) e.V. mit Sitz in Lüdenscheid.

## Leben
Peiniger ist als technischer Angestellter in einem Telekommunikationsunternehmen beschäftigt und befasst sich schon seit seiner Kindheit mit dem UFO-Phänomen. Zu Beginn seines Interesses sah er selbst zahlreiche für ihn damals unerklärliche UFO-Erscheinungen. Als Anhänger des UFO-Glaubens saß er zudem damals nachts am Fenster und gab mit einer Taschenlampe rhythmische Lichtsignale in den Himmel – die erhoffte Antwort der außerirdischen Besucher blieb jedoch aus.
Um sich nicht nur auf das Studium der ufologischen Literatur zu beschränken, gründete er im Jahr 1972 den UFO-Jugendclub Lüdenscheid und begann UFO-Sichtungen anderer zu sammeln und sich mit den optischen Erscheinungsbildern herkömmlicher Fluggeräte und natürlicher Erscheinungen zu beschäftigen. Dabei wurde schnell deutlich, dass sich eine große Anzahl der Sichtungen auf herkömmliche Ursachen zurückführen ließ. Nicht nur mehr und mehr spektakuläre UFO-Sichtungen stellten sich für ihn als auf irdische Phänomene zurückgehend und damit erklärbar heraus, auch die bekannten UFO-Fotos konnten als Fälschungen identifiziert werden. Diese für ihn als vormals UFO-Gläubigen ernüchternden Fakten ließen ihn zu einem kritischen UFO-Forscher werden, der den Dingen selbst durch Zeugenbefragungen und Felduntersuchungen nachgehen wollte.
Aus der engen Zusammenarbeit mit seinem Kollegen Gerald Mosbleck heraus wurde aus dem UFO-Jugendclub Lüdenscheid die Gemeinschaft zur Erforschung unbekannter Phänomene (GEP) e.V., die sich im Jahr 1984 in Gesellschaft zur Erforschung des UFO-Phänomens (GEP) e.V. umbenannte. Auch war der verstorbene Sachbuchautor Axel Ertelt viele Jahre aktives Mitglied im Verein. Daraus resultierte 1981 das gemeinschaftliche Werk UFO-Invasion über Westfalen?. Mit 180 Mitgliedern (Stand 2022) ist dies der größte Verein dieser Art im deutschsprachigen Raum. Die GEP e.V. ist assoziiertes Mitglied in der Organisation IFEX (Interdisziplinäres Forschungszentrum für Extraterrestrik) der Universität Würzburg.
Im Juni 2022 wurde die 5.000 UFO-Beobachtung an die GEP gemeldet. Nach unzähligen Gesprächen mit Zeugen und zahlreichen Vor-Ort-Untersuchungen vertritt Peiniger heute einen eher kritischen Standpunkt. Danach erscheint es ihm unwahrscheinlich, dass wir gegenwärtig von einer außerirdischen Zivilisation besucht werden.
Peiniger ist Autor zahlreicher Fachbeiträge zur UFO-Forschung, Mitarbeiter der von der GEP e.V. herausgegebenen Zeitschrift Journal für UFO-Forschung (jufof) und hat sich auf die Untersuchung von UFO-Beobachtungen mit den Schwerpunkten Zeugenbefragungen und Felduntersuchungen spezialisiert. Am 2. März 2023 ist bereits die Ausgabe 265 des Journals jufof erschienen, das im Abonnement alle zwei Monate erscheint.
Am 5. November 2022 feierte die GEP e.V. mit ihrer UFO-Tagung „50 Jahre UFO-Forschung der GEP“ in Lüdenscheid ihr 50-jähriges Bestehen. Die bekanntesten Besucher waren Axel Ertelt, Lars A. Fischinger und Wilfried Stevens, die sich viele Jahre lang mit der Ufologie beschäftigten. Hierbei konnte man nicht nur vieles über die Gründungsidee, den Anfängen und der Entwicklung der GEP erfahren, sondern auch, dass jeder 20. Fall ungeklärt blieb. Am 13. Januar 2025 wurde der Jahresbericht 2024 der Gesellschaft zur Erforschung des UFO-Phänomens (GEP) veröffentlicht.
Im März 2025 wurde die 6.000 UFO-Beobachtung an die GEP gemeldet.

## Werke
- als Herausgeber: UFO-Forschung und Wissenschaft: Beiträge zur übergreifenden GEP-Fachtagung, 2. – 3. Mai 2009, Hösbach bei Aschaffenburg, Lüdenscheid 2012 ISBN 978-3-923862-40-5
- Das Rätsel: Unbekannte Flugobjekte, Rastatt 1998 ISBN 3-8118-1393-5
- UFO-Invasion über Westfalen?, Sonderausgabe Zeitschrift Mysteria zusammen mit Hans-Werner Sachmann und Axel Ertelt, Halver und Dortmund, 1981